# Beceni
Beceni est une commune roumaine située dans le județ de Buzău.